# Blepharoa mamestrina
Blepharoa mamestrina là một loài bướm đêm trong họ Noctuidae.